# Elezioni parlamentari in Iraq del 2000
Le elezioni parlamentari in Iraq del 2000 si tennero il 27 marzo per il rinnovo della Camera dei rappresentanti.
In totale vi furono 522 candidati, tra cui 25 donne.
L'affluenza fu dell'81,3%.

## Risultati
| Liste                              | Voti      | %   | Seggi |
| ---------------------------------- | --------- | --- | ----- |
| Partito Ba'th                      | 4.936.800 | 66  | 165   |
| Indipendenti                       | 2.543.200 | 34  | 55    |
| Deputati per il Kurdistan iracheno | –         | –   | 30    |
| Totale                             | 7.480.000 | 100 | 250   |